# Výbor Evropského parlamentu pro zaměstnanost a sociální věci
Výbor pro zaměstnanost a sociální věci (zkr. EMPL z European Parliament Committee on Employment and Social Affairs) je jedním z 20 stálých výborů Evropského parlamentu. Do jeho gesce spadá, jak napovídá již samotný název, především zaměstnanost a sociální politika. Konkrétně se výbor zabývá záležitostmi týkajícími se pracovního práva a bezpečnosti práce, odborného vzdělávání, volného pohybu pracovníků, sociálního dialogu a diskriminace na pracovišti. Na starostí má tento výbor i Evropský sociální fond.
Odpovídá také za vztahy se čtyřmi agenturami, které působí v oblasti jeho pravomocí:
1. Evropské středisko pro rozvoj odborného vzdělávání (Cedefop),
2. Evropská nadace pro zlepšování životních a pracovních podmínek (Eurofound)
3. Evropská nadace odborného vzdělávání (ETF)
4. Evropská agentura pro bezpečnost a ochranu zdraví při práci

Výbor pro zaměstnanost a sociální věci patří se svými 110 členy (včetně náhradníků) mezi největší a nejvýznamnější výbory v Evropském parlamentu.

## Členové výboru
Seznam stálých členů výboru k 27. červenci 2019:
| Jméno                                | Politická skupina                                   | Země               | Funkce               |
| ------------------------------------ | --------------------------------------------------- | ------------------ | -------------------- |
| Lucia Ďuriš Nicholsonová             | Evropští konzervativci a reformisté                 | Slovensko          | Předsedkyně          |
| Vilija Blinkevičiūtė                 | Pokrokové spojenectví socialistů a demokratů        | Litva              | Místopředsedkyně     |
| Sandra Pereira                       | Evropská sjednocená levice – Severská zelená levice | Portugalsko        | Místopředsedkyně     |
| Tomáš Zdechovský                     | Evropská lidová strana                              | Česko              | Místopředseda        |
| Katrin Langensiepen                  | Zelení/Evropská svobodná aliance                    | Německo            | Místopředsedkyně     |
| Abir Al-Sahlani                      | Obnova Evropy                                       | Švédsko            |                      |
| Atidže Alieva-Veli                   | Obnova Evropy                                       | Bulharsko          |                      |
| Gabriele Bischoff                    | Pokrokové spojenectví socialistů a demokratů        | Německo            |                      |
| Milan Brglez                         | Pokrokové spojenectví socialistů a demokratů        | Slovinsko          |                      |
| Jane Brophy                          | Obnova Evropy                                       | Spojené království |                      |
| Sylvie Brunet                        | Obnova Evropy                                       | Francie            |                      |
| David Casa                           | Evropská lidová strana                              | Malta              | Koordinátor frakce   |
| Özlem Demirel                        | Evropská sjednocená levice – Severská zelená levice | Německo            |                      |
| Klára Dobrev                         | Pokrokové spojenectví socialistů a demokratů        | Bulharsko          |                      |
| Jarosław Duda                        | Evropská lidová strana                              | Polsko             |                      |
| Estrella Dura Ferrandis              | Pokrokové spojenectví socialistů a demokratů        | Španělsko          |                      |
| Rosa Estarás Ferragut                | Evropská lidová strana                              | Španělsko          |                      |
| Nicolaus Fest                        | Identita a demokracie                               | Německo            |                      |
| Loucas Fourlas                       | Evropská lidová strana                              | Kypr               |                      |
| Cindy Franssen                       | Evropská lidová strana                              | Belgie             |                      |
| Niels Fuglsang                       | Pokrokové spojenectví socialistů a demokratů        | Dánsko             |                      |
| Chiara Gemma                         | Nezařazení                                          | Itálie             |                      |
| Helmut Geuking                       | Evropští konzervativci a reformisté                 | Německo            |                      |
| Elisabetta Gualmini                  | Pokrokové spojenectví socialistů a demokratů        | Itálie             |                      |
| Alicia Homs Ginel                    | Pokrokové spojenectví socialistů a demokratů        | Španělsko          |                      |
| Leila Chaibi                         | Evropská sjednocená levice – Severská zelená levice | Francie            |                      |
| France Jamet                         | Identita a demokracie                               | Francie            | Koordinátorka frakce |
| Agnes Jongerius                      | Pokrokové spojenectví socialistů a demokratů        | Nizozemsko         | Koordinátorka frakce |
| Radan Kanev                          | Evropská lidová strana                              | Bulharsko          |                      |
| Ádám Kósa                            | Evropská lidová strana                              | Maďarsko           |                      |
| Stelios Kympouropoulos               | Evropská lidová strana                              | Řecko              |                      |
| Elena Lizzi                          | Identita a demokracie                               | Itálie             |                      |
| Radka Maxová                         | Obnova Evropy                                       | Česko              |                      |
| Lefteris Nikolaou-Alavanos           | Nezařazení                                          | Řecko              |                      |
| Matthew Patten                       | Nezařazení                                          | Spojené království |                      |
| Kira Marie Peter-Hansen              | Zelení/Evropská svobodná aliance                    | Dánsko             | Koordinátorka frakce |
| Alexandra Louise Rosenfield Phillips | Zelení/Evropská svobodná aliance                    | Spojené království |                      |
| Dragoș Pîslaru                       | Obnova Evropy                                       | Rumunsko           | Koordinátor frakce   |
| Manuel Pizarro                       | Pokrokové spojenectví socialistů a demokratů        | Portugalsko        |                      |
| Miroslav Radačovský                  | Nezařazení                                          | Slovensko          |                      |
| Dennis Radtke                        | Evropská lidová strana                              | Německo            |                      |
| Elżbieta Rafalska                    | Evropští konzervativci a reformisté                 | Polsko             | Koordinátorka frakce |
| Guido Reil                           | Identita a demokracie                               | Německo            |                      |
| Daniela Rondinelli                   | Nezařazení                                          | Itálie             |                      |
| Mounir Satouri                       | Zelení/Evropská svobodná aliance                    | Francie            |                      |
| Nicolas Schmit                       | Pokrokové spojenectví socialistů a demokratů        | Lucembursko        |                      |
| Monica Semedo                        | Obnova Evropy                                       | Lucembursko        |                      |
| Beata Szydło                         | Evropští konzervativci a reformisté                 | Polsko             |                      |
| Eugen Tomac                          | Evropská lidová strana                              | Rumunsko           |                      |
| Romana Tomc                          | Evropská lidová strana                              | Slovinsko          |                      |
| Yana Toom                            | Obnova Evropy                                       | Estonsko           |                      |
| Nikolaj Villumsen                    | Pokrokové spojenectví socialistů a demokratů        | Dánsko             | Koordinátor frakce   |
| Maria Walsh                          | Evropská lidová strana                              | Irsko              |                      |
| Stefania Zambelli                    | Identita a demokracie                               | Itálie             |                      |
| Tatjana Ždanoka                      | Zelení/Evropská svobodná aliance                    | Lotyšsko           |                      |